# Di tích văn hóa (Cộng hòa Séc)

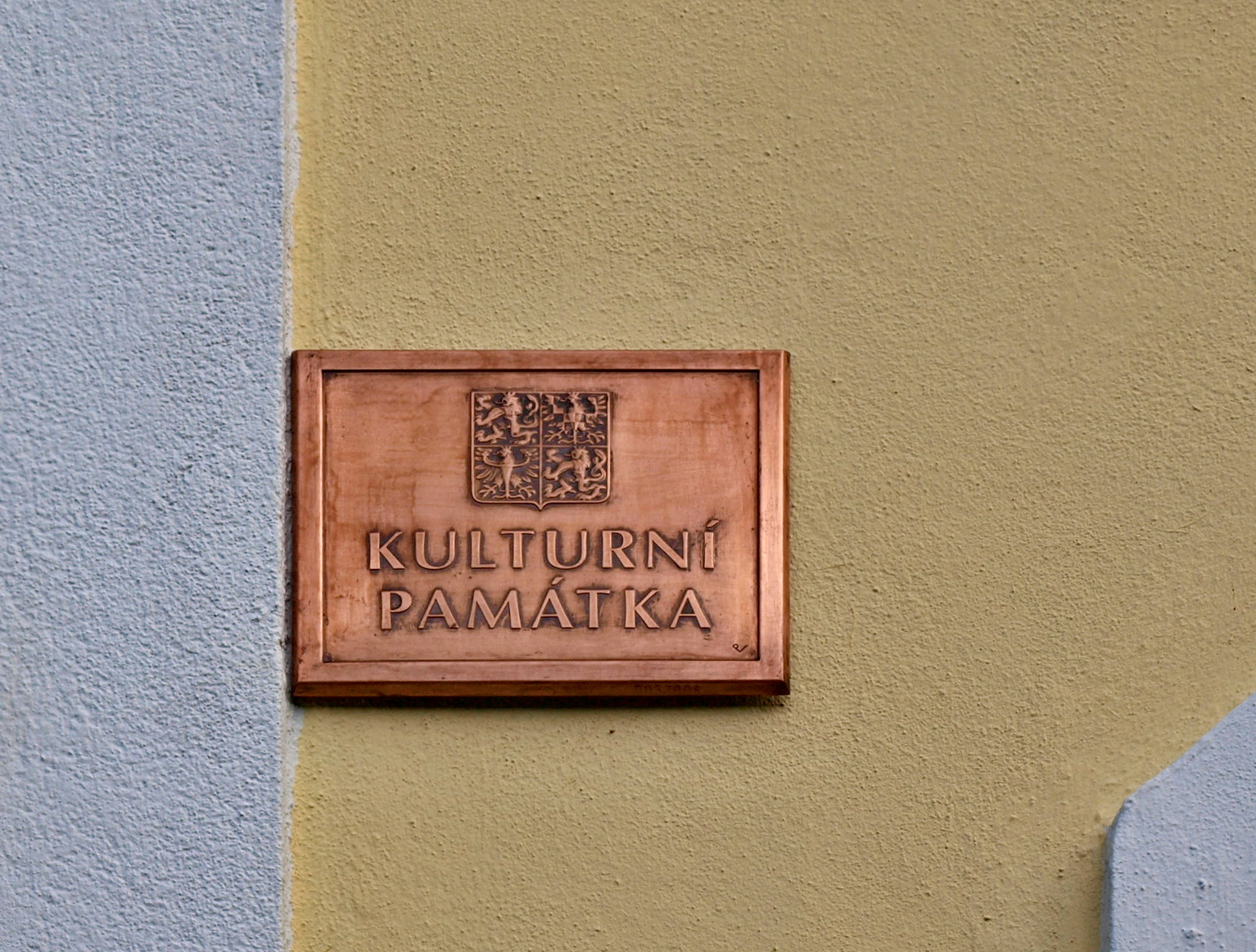
KP kostel sv. Jiří Vrané n.Vlt

Những di tích văn hóa của Cộng hòa Séc (tiếng Séc: kulturní památka) là những những tài sản được bỏa vệ (cả có thực hay [[tài sản tư nhân) do Bộ Văn hóa Cộng hòa Séc chỉ định. Các di tích văn hóa đóng vai trò quan trọng trong khối di sản văn hóa của Séc có thể được tuyên bố là di tích văn hóa quốc gia (tiếng Séc: národní kulturní památka) theo quy định của chính phủ Cộng hòa Séc. Chính phủ cũng có thể tuyên bố một vùng lãnh thổ, sở hữu nhân vật và môi trường được xác định bởi một nhóm các di tích văn hóa bất động hoặc các phát hiện khảo cổ học nói chung là một khu bảo tồn di tích. Bộ Văn hóa có thể tuyên bố vùng lãnh thổ của một khu định cư với số lượng di tích văn hóa, di tích lịch sử hoặc một phần của khu vực thắng cảnh nhỏ hơn thể hiện các giá trị văn hóa nổi bật như một khu di tích.
Tính đến năm 2019 có 14 di tích văn hóa của Séc nằm trong danh sách Di sản thế giới.

## Công nhận đối tượng là di tích văn hóa
Tiêu chí công nhận một đối tượng là một di tích văn hóa, cũng như các luật bảo vệ và quản lý di tích được ghi rõ trong Đạo luật 20/1987 Coll., về Bảo tồn di sản quốc gia. Tiêu chí nhắc đến các đối tượng là một "chứng tích quan trọng của phát triển lịch sử, lối sống và môi trường xã hội từ thời cổ đại nhất cho đến ngày nay, thể hiện những kĩ năng sáng tạo và tác phẩm của nhân loại từ nhiều lĩnh vực hoạt động của con người, vì giá trị cách mạng, lịch sử, nghệ thuật, khoa học và kĩ thuật, [hoặc] có liên hệ trực tiếp tới các cá nhân và sự kiện lịch sử trọng đại".

## Hủy công nhận đối tượng là di tích văn hóa
Trừ phi có dính dáng đến một di tích văn hóa cấp quốc gia, với những lý do cực kỳ nghiêm trọng, Bộ Văn hóa có thể hủy công nhận một đối tượng là một di tích văn hóa theo yêu cầu của chủ sở hữu hoặc của một tổ chức cho thấy lợi ích hợp pháp của việc hủy bỏ tình trạng di tích văn hóa.
Sau cuộc Cách mạng Nhung, danh hiệu di tích văn hóa đã bị gỡ những nơi kỷ niệm phong trào công nhân, Tuy nhiên một vài trong số các tòa nhà ở những nơi ấy vẫn được bảo vệ là di tích văn hóa.

### 1991
Công đoạn bảo vệ đã bị hủy theo Nghị định số 112/1991 của chính phủ đối với những di tích sau:
- Nhà Quốc hội Karlín, Praha
- Biệt thự Tereza, Praha
- Nhà công nhân Kladno, Trung Bohemia
- Nơi ra đời Antonín Zápotocký ở Zákolany, Trung Bohemia
- Nhà hàng ở Liberec, Liberec
- Nơi ra đời Bohumír Šmeral ở Třebíč, Vysočina
- Nơi ra đời Klement Gottwald ở Dědice, Nam Moravia

Tháng 5 năm 1991, cộng đoạn bảo vệ Di tích đoàn xe tăng Liên Xô ở Praha cũng bị hủy.

### 1992
Theo nghị định số 404/1992 của chính phủ, tình trạng di tích văn hóa bị rút khỏi trung tâm lịch sử Tábor theo yêu cầu của chính quyền thành phố do chỉ định ngăn bồi thường tải sản trong thành phố. Cùng thời điểm ấy, các di tích còn lại nằm trong khuôn viên Tòa thị chính cổ (NKP số 122) và Lâu đài Kotnov cùng Cổng Bechyně (NKP số 123) đã được thăng hạng là di tích cấp quốc gia.

### 1995
Công đoạn bảo vệ đã bị hủy theo Nghị định số 262/1995 của chính phủ đối với những di tích sau:
- quán rượu U Kaštanu, Prague
- Nhà Nhân dân, Praha
- Nhà công nhân "Peklo" ở Plzeň, Plzeň
- Đài tưởng niệm Tháng 3 đói ở Duchcov, Ústí nad Labem (được chuyển từ cầu cạn đến công viên cung điện),[3] Cộng đoạn bảo vệ cầu cạn Duchcov cũng bị gỡ bỏ
- Đài tưởng niệm Cuộc nổi dậy Rumburk ở Rumburk, Ústí nad Labem
- Đài tưởng niệm các nạn nhân của cuộc đình công Svárovská ở Velké Hamry, Liberec
- Nơi ra đời Josef Hybeš ở Dašice, Pardubice
- Đài tưởng niệm đội viên du kích đã ngã xuống ở Leškovice, Vysočina
- Đài tưởng niệm tình anh em người Slav ở Mnich, Vysočina
- Nơi ra đời Ludvík Svoboda ở Hroznatín, Vysočina
- Đài tưởng niệm các nạn nhân của cuộc đình công Frývaldov ở Lipová lázně, Olomouc
- Đài tưởng niệm Chiến dịch Ostrava ở Hrabyně, Morava-Slezsko

### Phân loại của J.Herout
- Di tích khảo cổ học
- Lâu đài, pháo đài và cung điện
- Nhà thờ và tu viện
- Công sự và pháo đài thành phố
- Kiến trúc thành phố, tòa nhà
- Tượng, nhóm điêu khắc, đài phun nước và các tác phẩm bằng đá nhỏ
- Di tích lịch sử văn hóa, di tích lịch sử và di tích quân đội
- Kiến trúc dân gian
- Kiến trúc kĩ thuật
- Vườn và công viên lịch sử

### Phân loại theo tập bản đồ du lịch Séc
- Di tích kiến trúc (tòa nhà bảo tàng, nhà hát, biệt thự, tòa thị chính, quảng trường thành phố, đài phun nước)
- Di tích nhà thờ (nhà cầu nguyện, nhà thờ, nhà thờ lớn, tu viện, giáo đường Do Thái, khu chôn cất, nghĩa trang)
- Hill-fort (và khu định cư)
- Lâu đài và cung điện (các tàn tích)
- Di tích kĩ thuật (cầu, bốt, đường sắt, pháo đài, nghĩa trang quân đội)
- Kiến trúc dân gian
- Kiến trúc quân sự